# ملعب فاليهيرموسو
ملعب فاليهيرموسو هو ملعب متعدد الاستخدامات في مدريد، إسبانيا. يتم استخدامه حاليًا في الغالب لمسابقات ألعاب القوى، بما في ذلك اجتماع أتلتيزمو مدريد. الملعب يتسع لـ 9000 متفرج.